# مارشال نابيير
مارشال نابيير (بالإنجليزية: Marshall Napier)‏ (22 أكتوبر 1951 - 14 أغسطس 2022)، هو مُمثل أسترالي ونيوزلندي، ولد في 22 أكتوبر 1951 في نيوزيلندا.

## أعمال

### أفلام
- (1995) بيبي[5]
- (2015) الضوء بين المحيطات

### مسلسلات
- نهاية الغد

## وصلات خارجية
- مارشال نابيير على موقع IMDb (الإنجليزية)
- مارشال نابيير على موقع ألو سيني (الفرنسية)
- مارشال نابيير على موقع أول موفي (الإنجليزية)
- مارشال نابيير على موقع قاعدة بيانات برودواي على الإنترنت (الإنجليزية)
- مارشال نابيير على موقع قاعدة بيانات الأفلام السويدية (السويدية)
- مارشال نابيير على موقع قاعدة بيانات الفيلم (الإنجليزية)
- مارشال نابيير على موقع كينوبويسك (الروسية)